# 鮑威爾頓 (喬治亞州)
鮑威爾頓（英語：Powelton）是位於美國喬治亞州漢考克縣的一個非建制地區。該地的面積和人口皆未知。

## 地理
鮑威爾頓的座標為33°25′43″N 82°52′15″W / 33.42861°N 82.87083°W，而該地的平均海拔高度為184米（即604英尺）。